# Sissi – älskad kejsarinna
Sissi - älskad kejsarinna (tyska: Sissi – Schicksalsjahre einer Kaiserin) är en österrikisk romantisk dramakomedifilm från 1957 i regi av Ernst Marischka. I huvudrollerna ses Romy Schneider, Karlheinz Böhm, Magda Schneider, Gustav Knuth och Josef Meinrad. Filmen är den sista filmen i en trilogi filmer om kejsarinnan Elisabeth av Österrike och är uppföljare till Sissi (1955) och Sissi – den unga kejsarinnan (1956). 

## Rollista i urval
- Romy Schneider – Kejsarinnan Elisabeth av Österrike-Ungern, eller "Sissi"
- Karlheinz Böhm – Kejsare Frans Josef av Österrike
- Vilma Degischer – Ärkehertiginnan Sofia, Frans Josefs mor
- Erich Nikowitz – Ärkehertig Frans Karl, Frans Josefs far
- Magda Schneider – Hertiginnan Ludovika av Bayern, Sissis mor
- Gustav Knuth – Hertig Max av Bayern, Sissis far
- Uta Franz – Prinsessan Helene av Bayern, eller "Nené", Sissis äldre syster
- Walther Reyer – Greve Andrássy
- Peter Neusser – Greve Batthyány
- Josef Meinrad – Major Böckl